# Copa Itatiaia de 2010
A Copa Itatiaia de 2009/2010 foi a 49ª (quadragésima nona) edição do torneio de futebol amador realizada em Belo Horizonte e em sua região metropolitana, sendo disputada em dezembro de 2009. Esta Copa Itatiaia foi disputada por 32 times divididos em duas chaves:  Chave Belo Horizonte e Chave Metropolitana. Haverá um campeão em cada chave, que inicialmente estará dividia em 4 grupos cada. Os campeões de cada chave terão o direito de disputar uma final que definirá o Campeão da 49ª Copa Itatiaia.
O atual campeão é o Brumadinho, também campeão da Chave Metropolitana. O atual campeão da Chave Belo Horizonte é o Prointer, que nem sequer está participando desta edição.

## Regulamento
Critérios para as 32 vagas em 2009:
- Chave metropolitana: campeões municipais de Betim (1ª e 2ª divisões), Brumadinho, Caeté, Contagem (1ª e 2ª divisões), Esmeraldas, Ibirité, Matozinhos, Nova Lima, Pedro Leopoldo, Ribeirão das Neves, Sabará, São José da Lapa, Sarzedo e Vespasiano.
- Chave da capital: os 12 melhores do Módulo I do SFAC, os 3 melhores da Copa Centenário e o campeão do Módulo II do SFAC.

## Forma de disputa
A disputa é feita em 4 fases.
Na primeira fase, os 32 clubes foram divididos em duas chaves de divisão regional: a Chave Belo Horizonte e a Chave Metropolitana. Cada uma dessas chaves estarão divididas em 4 grupos com jogos de turno único e o primeiro colocado de cada grupo avança para a segunta fase. Na segunda fase, os 4 clubes de cada chave fazem a semifinal desta chave. Na terceira fase, os dois clubes classificados das semifinais de cada chave decidirão o título desta chave. Na quarta e última fase, o Campeão da Chave Belo Horizonte e o Campeão da Chave Metropolitana decidem o título da Copa Itatiaia de 2009.

## Classificados para a Chave Belo Horizonte
| Equipe                                     | Bairro               |
| ------------------------------------------ | -------------------- |
| Araribá Esporte Clube                      | Pedreira Prado Lopes |
| Ás de Ouro Futebol Clube                   | Alto Vera Cruz       |
| Campo Verde Futebol Clube                  | São Tomaz            |
| Associação Ferroviária Esportiva           | Pedreira Prado Lopes |
| Grêmio Mineiro de Esportes                 | Santo André          |
| Inconfidência Esporte Clube                | Concórdia            |
| Esporte Clube Jonas Veiga                  | Jonas Veiga          |
| Mineirinho Esporte Clube                   | Alto Vera Cruz       |
| Esporte Clube Poliéster                    | Pedreira Prado Lopes |
| Pompeia Futebol Clube                      | Pompeia              |
| Associação Atlética Portuguesa             | Providência          |
| Esporte Clube Santa Maria                  | Belo Horizonte       |
| Santa Mônica Futebol Clube                 | Santa Mônica         |
| São Luís Futebol Clube                     | Vila Ventosa         |
| Associação Recreativa Verona Futebol Clube | Vila Sumaré          |
| Vista Alegre Futebol Clube                 | Vista Alegre         |

## Classificados para a Chave Metropolitada
| Equipe                                       | Cidade             |
| -------------------------------------------- | ------------------ |
| Águia de Fogo Futebol Clube                  | Contagem           |
| Brumadinho Futebol Clube                     | Brumadinho         |
| Campolina Futebol Clube                      | Esmeraldas         |
| Companhia da Madeira                         | Caeté              |
| Associação Desportiva Classista Frigoarnaldo | Contagem           |
| Fluminense Futebol Clube                     | Matozinhos         |
| Independente Futebol Clube                   | Vespasiano         |
| Minas Esporte Clube                          | Betim              |
| Palmeira Futebol Clube                       | Nova Lima          |
| Associação Atlética Pedra Branca             | Ribeirão das Neves |
| Santa Cruz Futebol Clube                     | Pedro Leopoldo     |
| São José                                     | São José da Lapa   |
| Sarzedo Esporte Clube                        | Sarzedo            |
| Vernópolis Futebol Clube                     | Betim              |
| Vila Rica Futebol Clube                      | Sabará             |
| Tatiana Esporte Clube                        | Ibirité            |

## Primeira fase

### Chave Belo Horizonte

#### Grupo I
| Classificação | Classificação | Classificação | Classificação | Classificação | Classificação | Classificação | Classificação | Classificação | Classificação | Classificação | Classificação |
| Time          | Time          | Pts           | J             | V             | VP            | DP            | D             | GP            | GC            | SG            |               |
| ------------- | ------------- | ------------- | ------------- | ------------- | ------------- | ------------- | ------------- | ------------- | ------------- | ------------- | ------------- |
| 1             | Araribá       | 7             | 3             | 1             | 2             | 0             | 0             | 1             | 0             | +1            |               |
| 2             | Mineirinho    | 5             | 3             | 1             | 1             | 0             | 1             | 1             | 1             | 0             |               |
| 3             | Jonas Veiga   | 3             | 3             | 0             | 0             | 2             | 0             | 1             | 1             | 0             |               |
| 4             | Campo Verde   | 2             | 3             | 0             | 0             | 2             | 0             | 1             | 2             | -1            |               |

|             | ARA           | CAV           | JON           | MIN           |
| Araribá     | -             | 0-0; 5-4 pen. | 0-0; 4-2 pen. | 1-0           |
| Campo Verde | 0-0; 4-5 pen. | -             | 1-1*          | 0-1           |
| Jonas Veiga | 0-0; 2-4 pen. | 1-1*          | -             | 0-0; 4-5 pen. |
| Mineirinho  | 0-1           | 1-0           | 0-0; 5-4 pen. | -             |

- O jogo entre Jonas Veiga e Campo Verde foi encerrado após o Jonas Veiga ter ficado com menos de sete atletas em campo.

#### Grupo II
| Classificação | Classificação  | Classificação | Classificação | Classificação | Classificação | Classificação | Classificação | Classificação | Classificação | Classificação | Classificação |
| Time          | Time           | Pts           | J             | V             | VP            | DP            | D             | GP            | GC            | SG            |               |
| ------------- | -------------- | ------------- | ------------- | ------------- | ------------- | ------------- | ------------- | ------------- | ------------- | ------------- | ------------- |
| 1             | Pompeia        | 8             | 3             | 2             | 1             | 0             | 0             | 3             | 0             | +3            |               |
| 2             | Santa Maria    | 4             | 3             | 1             | 0             | 1             | 1             | 3             | 2             | +1            |               |
| 3             | Ferroviária    | 3             | 3             | 1             | 0             | 0             | 2             | 5             | 6             | -1            |               |
| 4             | Grêmio Mineiro | 0             | 3             | 1             | 0             | 0             | 2             | 4             | 7             | -3            |               |

|             | FER | GRE | POM           | SAM           |
| Ferroviária | -   | 5-2 | 0-2           | 0-2           |
| Grêmio      | 2-5 | -   | 0-1           | 2-1           |
| Pompeia     | 2-0 | 1-0 | -             | 0-0; 5-4 pen. |
| Santa Maria | 2-0 | 1-2 | 0-0; 4-5 pen. | -             |

#### Grupo III
| Classificação | Classificação | Classificação | Classificação | Classificação | Classificação | Classificação | Classificação | Classificação | Classificação | Classificação | Classificação |
| Time          | Time          | Pts           | J             | V             | VP            | DP            | D             | GP            | GC            | SG            |               |
| ------------- | ------------- | ------------- | ------------- | ------------- | ------------- | ------------- | ------------- | ------------- | ------------- | ------------- | ------------- |
| 1             | Portuguesa    | 8             | 3             | 2             | 1             | 0             | 0             | 9             | 5             | +4            |               |
| 2             | Verona        | 7             | 3             | 2             | 0             | 1             | 0             | 6             | 3             | +3            |               |
| 3             | Vista Alegre  | 3             | 3             | 1             | 0             | 0             | 2             | 5             | 6             | -1            |               |
| 4             | Poliéster     | 0             | 3             | 0             | 0             | 0             | 3             | 2             | 8             | -6            |               |

|              | POL | POR           | VEN           | VIS |
| Poliéster    | -   | 1-4           | 1-3           | 0-1 |
| Portuguesa   | 4-1 | -             | 1-1; 5-4 pen. | 4-3 |
| Verona       | 3-1 | 1-1; 4-5 pen. | -             | 2-1 |
| Vista Alegre | 1-0 | 3-4           | 1-2           | -   |

#### Grupo IV
| Classificação | Classificação | Classificação | Classificação | Classificação | Classificação | Classificação | Classificação | Classificação | Classificação | Classificação | Classificação |
| Time          | Time          | Pts           | J             | V             | VP            | DP            | D             | GP            | GC            | SG            |               |
| ------------- | ------------- | ------------- | ------------- | ------------- | ------------- | ------------- | ------------- | ------------- | ------------- | ------------- | ------------- |
| 1             | Inconfidência | 8             | 3             | 2             | 1             | 0             | 0             | 7             | 3             | +4            |               |
| 2             | Santa Mônica  | 4             | 3             | 0             | 1             | 2             | 0             | 3             | 3             | 0             |               |
| 3             | São Luiz      | 4             | 3             | 0             | 2             | 0             | 1             | 4             | 5             | -1            |               |
| 4             | Ás de Ouro    | 2             | 3             | 0             | 0             | 2             | 1             | 4             | 7             | -3            |               |

|               | ASO           | INC           | SAL           | SAM           |
| Ás de Ouro    | -             | 1-4           | 2-2; 3-5 pen. | 1-1; 3-4 pen. |
| Inconfidência | 4-1           | -             | 2-1           | 1-1; 8-7 pen. |
| São Luís      | 2-2; 5-3 pen. | 1-2           | -             | 1-1; 0-3 pen. |
| Santa Mônica  | 1-1; 4-3 pen. | 1-1; 7-8 pen. | 1-1; 3-0 pen. | -             |

### Chave Metropolitana

#### Grupo I
| 1 | Brumadinho   | 3 | 1 | 1 | 0 | 0 | 4 | 0 | +4 |
| 2 | palmeira     | 3 | 1 | 1 | 0 | 0 | 2 | 1 | +1 |
| 3 | Tatiana      | 0 | 1 | 0 | 0 | 1 | 1 | 2 | -1 |
| 4 | Independente | 0 | 1 | 0 | 0 | 1 | 0 | 4 | -4 |

|              | BRU    | IND | PAL    | TAT    |
| Brumadinho   | -      | 4-0 |        | 20 dez |
| Independente | 0-4    | -   | 20 dez |        |
| palmeira     |        |     | -      | 2-1    |
| Tatiana      | 20 dez |     | 1-2    | -      |

#### Grupo II
| 1 | Águia de Fogo | 3 | 1 | 1 | 0 | 0 | 2 | 1 | +1 |
| 2 | Pedra Branca  | 3 | 1 | 1 | 0 | 0 | 1 | 0 | +1 |
| 3 | Minas         | 0 | 1 | 0 | 0 | 1 | 1 | 2 | -1 |
| 4 | Santa Cruz    | 0 | 1 | 0 | 0 | 1 | 0 | 1 | -1 |

|               | AGF    | MIN    | PEB    | SAC    |
| Águia de Fogo | -      | 2-1    | 20 dez |        |
| Minas         | 1-2    | -      |        | 20 dez |
| Pedra Branca  | 20 dez |        | -      | 1-0    |
| Santa Cruz    |        | 20 dez | 0-1    | -      |

#### Grupo III
| 1 | Fluminense     | 3 | 1 | 1 | 0 | 0 | 5 | 3 | +2 |
| 2 | Campolina      | 2 | 1 | 0 | 1 | 0 | 1 | 1 | 0  |
| 3 | Vernópolis     | 1 | 1 | 0 | 1 | 0 | 1 | 1 | 0  |
| 4 | Cia da Madeira | 0 | 1 | 0 | 0 | 1 | 3 | 5 | -2 |

|                | CAM            | CIA    | FLU    | VER            |
| Campolina      | -              | 20 dez |        | 1-1 (3-0 pen.) |
| Cia da Madeira | 20 dez         | -      | 3-5    |                |
| Fluminense     |                | 5-3    | -      | 20 dez         |
| Vernópolis     | 1-1 (0-3 pen.) |        | 20 dez | -              |

#### Grupo IV
| 1 | Frigoarnaldo | 3 | 1 | 1 | 0 | 0 | 4 | 2 | +2 |
| 2 | Vila Rica    | 3 | 1 | 1 | 0 | 0 | 1 | 0 | +1 |
| 3 | Sarzedo      | 0 | 1 | 0 | 0 | 1 | 0 | 1 | -1 |
| 4 | São José     | 0 | 1 | 0 | 0 | 1 | 2 | 4 | -2 |

|              | FRI    | SAJ    | SAR    | VIL    |
| Frigoarnaldo | -      | 4-2    | 20 dez |        |
| São José     | 2-4    | -      |        | 20 dez |
| Sarzedo      | 20 dez |        | -      | 0-1    |
| Vila Rica    |        | 20 dez | 1-0    | -      |

## Fase Final

### Finais das chaves
|  | Semifinal Chave BH | Semifinal Chave BH |       |         | Final Chave BH | Final Chave BH |
|  |                    |                    |       |         |                |                |
|  | Portuguesa         | 1                  |       |         |                |                |
|  | Araribá            | 2                  |       |         |                |                |
|  | Araribá            | 2                  |       | Araribá | 1 (4)          |                |
|  |                    |                    |       | Araribá | 1 (4)          |                |
|  |                    | Inconfidência      | 1 (2) |         |                |                |
|  | Inconfidência      | Inconfidência      | 1 (2) | 3       |                |                |
|  | Inconfidência      |                    |       | 3       |                |                |
|  | Pompeia            | 1                  |       |         |                |                |
|  | Pompeia            | 1                  |       |         |                |                |
|  |                    |                    |       |         |                |                |

|  | Semifinal Chave Metropolitana | Semifinal Chave Metropolitana |   |              | Final Chave Metropolitana | Final Chave Metropolitana |
|  |                               |                               |   |              |                           |                           |
|  | Frigoarnaldo                  | 2                             |   |              |                           |                           |
|  | Fluminense de Mocambeiro      | 1                             |   |              |                           |                           |
|  | Fluminense de Mocambeiro      | 1                             |   | Frigoarnaldo | 3                         |                           |
|  |                               |                               |   | Frigoarnaldo | 3                         |                           |
|  |                               | Pedra Branca                  | 1 |              |                           |                           |
|  | Palmeira                      | Pedra Branca                  | 1 | 1 (1)        |                           |                           |
|  | Palmeira                      |                               |   | 1 (1)        |                           |                           |
|  | Pedra Branca                  | 1 (4)                         |   |              |                           |                           |
|  | Pedra Branca                  | 1 (4)                         |   |              |                           |                           |
|  |                               |                               |   |              |                           |                           |

### Final da Copa Itatiaia 2010
| 17 de janeiro | Araribá | 0 x 3 | Frigoarnaldo | Estádio Mineirão, Belo Horizonte (MG) |
| 16:00         |         |       |              |                                       |

| Campeão da Copa Itatiaia 2010            |
| ---------------------------------------- |
| Frigoarnaldo / Contagem - MG (nº título) |

## Artilharia
| Gols | Jogador            | Time                |
| ---- | ------------------ | ------------------- |
| 10   | Michel             | São Raimundo-PA     |
| 7    | Max Jari           | Cristal             |
| 6    | Dinei              | Araguaia AC         |
| 5    | Deon               | Fluminense de Feira |
| 5    | Fabinho Cambalhota | Sergipe             |
| 5    | Edcarlos           | Brasília            |